# 魔鏡
魔鏡（まきょう）は、平行光線ないし点光源からの拡散光線を反射すると、反射面のわずかな歪みにより反射光の中に濃淡があらわれ、像が浮かび上がる鏡（特に銅鏡）である。

## 原理
平面鏡の鏡面にわずかな（近くでは容易にわからない程度の微細な）凹凸があるため、日光の平行光線などを反射させると、凸の部分では光が散乱し暗く、凹の部分では収束し明るくなり、その結果として文様が現れる仕組みである。凹凸が微細であるため、近くでは通常の鏡に見えるが、反射光を当てる先の距離を数メートルほど長くすると文様が見える。

### 製法
青銅で鋳造された鏡の鏡面を研磨する際、ある一定以上の薄さになると研磨の圧力に耐えられなくなり鏡が微妙にしなる様になる。鏡面の裏側に文字や像などの凹凸があると、厚みによってしなり加減が異なってくるため、鏡面側に極めてわずかな凹凸を生じさせる。これが平面鏡の中に凹凸が組み込まれていく原理である。

## 歴史
古くは中国大陸の漢の時代から存在した。現在確認されている最も古い魔鏡は紀元前1世紀頃、前漢の時代に作られたとみられる「透光鑑」と呼ばれる鏡である。
伝承としては、317年頃の晋にて葛洪が書いた『抱朴子』に魔鏡らしき記述が有る。また『日本書紀』の第五段の一書の1では、伊弉諾尊が、左手で白銅鏡（ますみのかがみ）を持ったときに大日孁貴（天照大神）が生まれた、という記述が有る。
日本では古墳時代の三角縁神獣鏡で魔鏡の現象が確認されている。
手作業による魔鏡製作は和鏡を製造する山本合金製作所などが技術を継承しており、1974年、無形文化財保持者、山本真治（凰龍）が、悪用を危惧して先代が途絶えさせた魔鏡の復元に成功。1990年と2014年にローマ教皇へ献上されている。
1877年、東京大学教授ロバート・ウィリアム・アトキンソンがネイチャー誌にJapanese Mirrorとして紹介。1878年、工部大学校のウィリアム・エドワード・エアトンとジョン・ペリー は日本魔鏡の謎を解明し、『The Magic Mirror of Japan』としてProceedings of the Royal Society of London誌で発表した。
コベルコ科研では魔鏡の原理を応用し、鏡面の微細な凹凸を強調する技術を「魔鏡システム」と名付けている。

### 隠れキリシタンとの関連について
「禁教令下の日本では隠れキリシタンの間で、キリスト教の十字架や聖母などを隠したまま浮かび上がらせた魔鏡が作られ、それを崇拝してきた」とされ、西南学院大学博物館（福岡県福岡市）や澤田美喜記念館（神奈川県大磯町）などにキリスト像やマリア像を映し出す魔鏡が所蔵されている。ただし実際には、魔鏡を信仰に用いたという事実は無いとされる。

### 海外の魔鏡
ヨーロッパでは主に文学に登場する。この場合は上記の様な魔鏡ではなく、通常の鏡である。魔法の道具などや魔よけなどとなっている。一例を挙げれば、『白雪姫』に登場する魔法の鏡、合わせ鏡、その他悪魔などを見分ける道具として用いられるが、魔鏡と呼んでいるものは殆ど見受けられず、「――の鏡」と言う形で呼んでいる。オースティン・フリーマンの短編 "The Magic Casket" で、日本の魔鏡について触れられている。